# Mistrzostwa Polski w Narciarstwie Alpejskim 2016
Mistrzostwa Polski w Narciarstwie Alpejskim 2016, właśc. Międzynarodowe Mistrzostwa Polski w Narciarstwie Alpejskim 2016 – 83. edycja mistrzostw, która odbyła się w międzynarodowej obsadzie w czeskim Szpindlerowym Młynie w dniach 1–3 kwietnia 2016 roku. Zawody były połączone z mistrzostwami Czech.
Pierwotnie zawody miały odbyć się w dniach 17–19 marca 2016 roku w Szczyrku, jednak nie odbyły się w terminie z powodu niekorzystnych warunków pogodowych, podobnie jak 1 kwietnia 2016 roku zawody w supergigancie i kombinacji alpejskiej.

## Medaliści

### Mężczyźni
| Konkurencja   | Złoto                         | Wynik   | Srebro                                   | Wynik   | Brąz                                  | Wynik   |
| ------------- | ----------------------------- | ------- | ---------------------------------------- | ------- | ------------------------------------- | ------- |
| Slalom gigant | Adam Chrapek AZS-AWF Katowice | 1:45,44 | Andrzej Dziedzic LKS Biali Biały Dunajec | 1:45,90 | Piotr Habdas KS Beskidy               | 1:47,67 |
| Slalom        | Adam Chrapek AZS-AWF Katowice | 1:37,80 | Maciej Bydliński AZS-AWF Katowice        | 1:38,57 | Dominik Białobrzycki AZS-AWF Katowice | 1:40,05 |

### Kobiety
| Konkurencja   | Złoto                                 | Wynik   | Srebro                                   | Wynik   | Brąz                                 | Wynik   |
| ------------- | ------------------------------------- | ------- | ---------------------------------------- | ------- | ------------------------------------ | ------- |
| Slalom        | Sabina Majerczyk LKS Poroniec Poronin | 1:40,84 | Maryna Gąsienica-Daniel KS Śmig Zakopane | 1:41,44 | Katarzyna Wąsek SRS Czantoria Ustroń | 1:44,34 |
| Slalom gigant | Sabina Majerczyk LKS Poroniec Poronin | 1:49,24 | Maryna Gąsienica-Daniel KS Śmig Zakopane | 1:49,28 | Katarzyna Wąsek SRS Czantoria Ustroń | 1:50,50 |